# NM850iG
FOMA NM850iG（フォーマ・エヌエム はち ごー まる アイ・ジー）は、ノキアによって開発された、NTTドコモの第三世代携帯電話 (FOMA) 端末製品である。日本国外でNokia 6630として発売されているものを日本語化し、ドコモ向けのカスタマイズを行っている。

## 概要
FOMA NM850iGは、日本ではNTTドコモのFOMAネットワーク（W-CDMA方式）を使用する。
ドコモではN900iG、M1000に次ぐ3機種目の国際ローミングサービス「WORLD WING」対応端末で、W-CDMA、GSM、GPRSの通信方式に対応。海外でも音声通話、テレビ電話、iモード、ショートメッセージサービスを利用できる。海外ではNTTドコモが契約した現地キャリアのネットワーク (W-CDMA/GSM) を使用して国際ローミングを行う。
デジタルオーディオプレーヤーはAACに加えてMP3にも対応している。再生は端末上にインストールされているRealPlayerを使用する。
Nokia 6630ベースに開発されたが、ドコモでは差違が多い事より6630ベースとはいえないとしている。また、発売当初の端末単価が70xシリーズよりも安かった。
この端末はSIMカードを採用しているが、SIMロックが掛かっているため、他キャリアのSIMカードを挿しても使用することはできない。しかし、702NKと同様に最近、SIMロックを解除する方法が発見され、他キャリアのSIMカードを挿して使用することができるようになった。このため、オークション等での価格が上昇傾向にある。
オペレーティングシステム (OS) にはSymbian OSを採用し、ユーザインタフェースにはNTTドコモで通常使われるMOAPではなく、ノキア製端末で多く使われているS60を搭載しているが、ネイティブアプリケーションをインストールして利用することはできないよう制限が掛けられている。
この端末ではiモードやiアプリもサポートされているが、iアプリの機能はDoJa 1.55e（503iシリーズ相当）と低く抑えられている。
キーパッドなど本体前面の形状が702NKやスタンダードバージョンとは一部異なるが、カバーおよびキーパッドは相互に交換可能。
周辺機器に関してBluetooth機能は全ての機器に対応はしている。ACアダプタ(01、02、海外用ACアダプタ01)、イヤホン端子 (P01他) など互換性が無く付属の専用ACアダプタ（ACアダプタ NM01）で充電をする。
なお、附属のヘッドホンマイクやUSBケーブルは、「試供品扱い」であるため、オプション扱いとはなっていないため、ノキアストアやノキアオンラインショップでの購入が必要であったが、2008年12月までに順次閉鎖されたため、以降はVodafone 702NK用のオプション で代用するか、並行輸入業者や取り扱っているウェブサイトでの購入を余儀なくされる。なお、「ACアダプタ NM01」や「電池パック NM01」および「リアカバー NM01」については、2009年以降もドコモショップやドコモオンラインショップでの購入が可能。
なお日本における携帯電話等の電波強度などについて定めた技術基準（無線設備のスプリアス発射強度の許容値に係る技術基準）が2005年に改正されたことを踏まえ、F2611、M1000とともに2015年11月30日を以って、技適失効となり、日本国内では使用禁止になった。

## 不具合
- 2007年8月14日に、本製品が使用する型式の電池に不具合がある[4] として、一時販売を停止。良品を含め電池の交換を行った（参考1）（参考2）

## 歴史
- 2006年2月15日：プレスリリース
- 2006年3月17日：発売
- 2015年11月30日：この日を最後に使用禁止